# Пайні (округ Гарленд, Арканзас)
Пайні (англ. Piney) — переписна місцевість (CDP) в США, в окрузі Гарленд штату Арканзас. Населення — 5238 осіб (2020).

## Географія
Пайні розташоване за координатами 34°30′10″ пн. ш. 93°8′42″ зх. д. / 34.50278° пн. ш. 93.14500° зх. д. (34.502841, -93.144902).  За даними Бюро перепису населення США в 2010 році переписна місцевість мала площу 18,44 км², з яких 16,85 км² — суходіл та 1,60 км² — водойми.

## Демографія
Згідно з переписом 2010 року, у переписній місцевості мешкало 4699 осіб у 1905 домогосподарствах у складі 1292 родин. Густота населення становила 255 осіб/км².  Було 2290 помешкань (124/км²). 
Расовий склад населення:
| - 88,9 % — білих - 4,2 % — чорних або афроамериканців - 0,6 % — корінних американців - 0,6 % — азіатів - 2,7 % — осіб інших рас |

До двох чи більше рас належало 2,8 %. Іспаномовні складали 6,5 % від усіх жителів.
За віковим діапазоном населення розподілялося таким чином: 24,3 % — особи молодші 18 років, 62,8 % — особи у віці 18—64 років, 12,9 % — особи у віці 65 років та старші. Медіана віку мешканця становила 36,4 року. На 100 осіб жіночої статі у переписній місцевості припадало 93,9 чоловіків;  на 100 жінок у віці від 18 років та старших — 92,7 чоловіків також старших 18 років.
Середній дохід на одне домашнє господарство  становив 40 101 долар США (медіана — 27 963), а середній дохід на одну сім'ю — 47 514 долари (медіана — 34 702). Медіана доходів становила 44 066 доларів для чоловіків та 23 150 доларів для жінок. За межею бідності перебувало 27,5 % осіб, у тому числі 45,7 % дітей у віці до 18 років та 13,0 % осіб у віці 65 років та старших.
Цивільне працевлаштоване населення становило 1825 осіб. Основні галузі зайнятості: мистецтво, розваги та відпочинок — 21,9 %, роздрібна торгівля — 18,5 %, освіта, охорона здоров'я та соціальна допомога — 12,8 %, науковці, спеціалісти, менеджери — 9,2 %.